# Pennant
Con pennant e "vittoria del pennant" nel mondo del baseball statunitense si indica la conquista del titolo della rispettiva lega da parte di una squadra.

## Eziologia
Il nome deriva da un particolare stendardo di tessuto o un gagliardetto triangolare, di cui le squadre si fregiano l'anno successivo alla vittoria; esso talvolta viene esposto, per commemorazione della vittoria, nel proprio stadio, con l'indicazione dell'anno di riferimento.

## Metonimia
Fino a qualche decennio fa il pennant veniva assegnato alla squadra che concludeva il campionato al primo posto in classifica. La stessa squadra avrebbe poi affrontato nelle World Series la corrispondente vincitrice dell'altra lega.
Con la divisione della lega e l'estensione dei play-off, la post-season della MLB ha subito una serie di cambiamenti che vede ora la disputa di una prima serie di gare, le Division Series tra le vincitrici delle rispettive division e la migliore seconda classificata al meglio delle cinque partite e successivamente un'altra serie di gare, le Championship Series, con cui viene assegnato il pennant.